# Mike Newell
Mike Newell (født 28. marts 1942) er en britisk filminstruktør, særligt kendt for filmen Fire bryllupper og en begravelse.

## Biografi
Newell blev født i Hertfordshire og gik på University of Cambridge. Efter det var han på et tre-årigt kursus hos Granada television egentligt med det formål at arbejde inden for teatret. Det endte dog med at han fik en eksamen inden for filminstruktion. Efter endt uddannelse arbejde han i en længere årrække inden for fjernsynsproduktion. I løbet af 1980'erne begyndte han dog at gå over til at lave spillefilm. Og fik da også succes med flere af dem. Bl.a. fik filmen Dance with a Stranger i 1985 en pris på filmfestivalen i Cannes.
Det var dog først med filmen Fire bryllupper og en begravelse at han for alvor fik et stort hit. Filmen har Hugh Grant, som vandt en Golden Globe for rollen, i hovedrollen og blev i Frankrig kåret til den bedste udenlandske film ved deres prisuddeling César du cinéma. Siden da har han instrueret film som Donnie Brasco og Mona Lisa Smile. Derudover er han instruktør på den fjerde Harry Potter-film, Harry Potter og Flammernes Pokal. 